# Atanas Šopov
Atanas Hristoskov Šopov (in bulgaro Атанас Христосков Шопов?; Dobrovnica, 4 ottobre 1951) è un ex sollevatore bulgaro medagliato olimpico che ha gareggiato nella categoria dei pesi medio-massimi (fino a 90 kg.).

## Carriera
Nel 1971 Šopov conquistò la medaglia di bronzo ai campionati europei di Sofia con 512,5 kg. nel totale di tre prove, dietro al sovietico David Rigert (537,5 kg.) e allo svedese Bo Johansson (stesso risultato di Rigert).
L'anno successivo, ai campionati europei di Costanza, riuscì a migliorarsi e ottenne la medaglia d'argento con 527,5 kg. nel totale, ancora alle spalle di Rigert (557,5 kg.), campione del mondo in carica, e precedendo il connazionale Andon Nikolov (525 kg.).
Dopo qualche mese Šopov partecipò alle Olimpiadi di Monaco di Baviera 1972, dove avvenne che David Rigert, dopo aver chiuso in testa la prova di distensione lenta, fallì clamorosamente i tre tentativi nella prova di strappo, terminando fuori classifica; considerando anche l'assenza dell'altro sovietico Vasilij Kolotov, vice-campione mondiale in carica e lasciato a casa dai responsabili della squadra sovietica, e l'assenza per infortunio di Bo Johansson, bronzo agli ultimi campionati mondiali, Šopov e il connazionale Nikolov si ritrovarono a poter lottare per il titolo olimpico, con la vittoria di quest'ultimo con 525 kg. nel totale, che riuscì a prevalere su Šopov (517,5 kg.) e sull'altro svedese Hans Bettembourg (512,5 kg.). In quell'anno la competizione olimpica era valida anche come campionato mondiale.
Nel 1973 Šopov fu ancora medaglia di bronzo ai campionati europei di Madrid con 350 kg. nel totale di due prove, essendo stata nel frattempo eliminata la prova di distensione lenta, alle spalle di Rigert (367,5 kg.) e di Nikolov (352,5 kg.).
Nei due anni successivi Šopov non partecipò ad alcun grande evento internazionale, riuscendo a ritornare sulle scene nel 1976 e venendo convocato per le Olimpiadi Montréal dello stesso anno, dove riuscì a vincere la medaglia di bronzo con 360 kg. nel totale, dietro a Rigert (382,5 kg.) e allo statunitense Lee James (362,5 kg.). Anche in quell'anno la competizione olimpica era valida anche come campionato mondiale.
Dopo quest'ultima medaglia Šopov non ottenne più risultati di rilievo nelle principali competizioni internazionali.